# 84. додела Оскара
84. додела Награда америчке Академије за филм (популарно додела Оскара) (енгл. 84th Academy Awards) је одржана 26. фебруара 2012. у театру Кодак, у Лос Анђелесу. Домаћин церемоније је по девети пут био Били Кристал.

## Номиновани
| Најбољи филм | Најбољи редитељ |
| --- | --- |
| Уметник – Томас Ленгман - Потомци – Џим Берк, Џим Тејлор и Александер Пејн - Служавке – Бренсон Грин, Крис Коламбас и Мајкл Барнатан - Јако гласно и невероватно близу – Скот Рудин - Иго – Грејем Кинг и Мартин Скорсезе - Поноћ у Паризу – Лети Аронсон и Стивен Тененбаум - Формула успеха – Мајкл Делука, Рејчел Хоровиц и Бред Пит - Дрво живота – Деде Гарднер, Сара Грин и Грант Хил - Ратни коњ – Стивен Спилберг и Кетлин Кенеди | Мишел Азанависијус – Уметник - Вуди Ален – Поноћ у Паризу - Теренс Малик – Дрво живота - Александер Пејн – Потомци - Мартин Скорсезе – Иго |
| Најбољи главни глумац | Најбоља главна глумица |
| Жан Дежардин – Уметник као Џорџ Валентин - Демијан Бичир – Боље сутра као Карлос Галиндо - Џорџ Клуни – Потомци као Мет Кинг - Гари Олдман – Дечко, дама, краљ, шпијун као Џорџ Смајл - Бред Пит – Формула успеха као Били Бин | Мерил Стрип – Челична дама као Маргарет Тачер - Глен Клоус – Алберт Нобс као Алберт Нобс - Вајола Дејвис – Служавке као Ејбилин Кларк - Руни Мара – Мушкарци који мрзе жене као Лизбет Саландер - Мишел Вилијамс – Моја недеља са Мерилин као Мерилин Монро |
| Најбољи споредни глумац | Најбоља споредна глумица |
| Кристофер Пламер – Почетници као Хол Филдс - Кенет Брана – Моја недеља са Мерилин као Лоренс Оливије - Џона Хил – Формула успеха као Питер Бренд - Ник Нолти – Ратник као Педи Конлон - Макс фон Сидоу – Јако гласно и невероватно близу као Рентер | Октавија Спенсер – Служавке као Мини Џексон - Беренис Бежо – Уметник као Пепи Милер - Џесика Честејн – Служавке као Силија Фут - Мелиса Макарти – Деверуше као Меган Прајс - Џенет Мактир – Алберт Нобс као Хјуберт Пејџ |
| Најбољи оригинални сценарио | Најбољи адаптирани сценарио |
| Поноћ у Паризу – Вуди Ален - Уметник – Мишел Азанависијус - Деверуше – Ени Мамоло и Кристен Виг - Margin Call – J.C. Chandor - A Separation – Ашгхар Фархади | Потомци – Александер Пејн, Нет Факсон and Jim Rash from The Descendants (novel) by Kaui Hart Hemmings - Иго – John Logan from The Invention of Hugo Cabret by Brian Selznick - Мартовске иде – Џорџ Клуни, Грант Хеслов и Бју Вилимон, по представи Farragut North Бјуа Вилимона - Формула успеха – Screenplay by Steven Zaillian and Aaron Sorkin; Story by Stan Chervin from Moneyball by Michael Lewis - Дечко, дама, краљ, шпијун – Bridget O'Connor and Peter Straughan from Tinker, Tailor, Soldier, Spy by John le Carré |
| Најбољи анимирани филм | Најбољи страни филм |
| Ранго – Гор Вербински - A Cat in Paris – и - Чико и Рита – Фернандо Труеба and Javier Mariscal - Кунг фу Панда 2 – - Мачак у чизмама – Крис Милер | Развод (Иран) на персијском – - Bullhead (Белгија) на немачком и француском – - Footnote (Израел) на хебрејском – - In Darkness (Пољска) на пољском – - Monsieur Lazhar (Канада) на француском – |
| Најбољи документарни филм | Најбољи кратки документарни филм |
| – ТЏ Мартин, Ден Линдзи и Ричард Мидлмас - – Данфунг Денис и Мајк Лернер - – и - – и - – Вим Вендерс и Жан–Пјеро Рингел | * – и - – Робин Фрајдеј и - – Ребека Камиса и Џули Андерсон - – Луси Вокер и Кира Карстенсен |
| Најбољи кратки играни филм | Најбољи кратки анимирани филм |
| – Terry George and Oorlagh George - – Peter McDonald and Eimear O'Kane - – Max Zähle and Stefan Gieren - – Andrew Bowler and Gigi Causey - – Hallvar Witzø | – William Joyce and Brandon Oldenburg - – Patrick Doyon - – Enrico Casarosa - – Grant Orchard and Sue Goffe - – Amanda Forbis and Wendy Tilby |
| Најбоља музика | Најбоља оригинална песма |
| Уметник – Ludovic Bource - Авантуре Тинтина: тајна једнорога – Џон Вилијамс - Иго – Хауард Шор - Дечко, дама, краљ, шпијун – Алберто Иглесијас - Ратни коњ – Џон Вилијамс | „“ из The Muppets – Bret McKenzie - „“ из Rio – Sérgio Mendes, Carlinhos Brown and Siedah Garrett |
| Најбоља монтажа звука | Најбољи микс звука |
| Иго – Philip Stockton and Eugene Gearty - Возач – Lon Bender and Victor Ray Ennis - Мушкарци који мрзе жене – Ren Klyce - Transformers: Dark of the Moon – Ethan Van der Ryn and Erik Aadahl - Ратни коњ – Richard Hymns and Gary Rydstrom | Иго – Tom Fleischman and John Midgley - Мушкарци који мрзе жене – David Parker, Michael Semanick, Ren Klyce and Bo Persson - Формула успеха – Deb Adair, Ron Bochar, David Giammarco and Ed Novick - Transformers: Dark of the Moon – Greg P. Russell, Gary Summers, Jeffrey J. Haboush and Peter J. Devlin - Ратни коњ – Gary Rydstrom, Andy Nelson, Tom Johnson and Stuart Wilson |
| Најбоља сценографија | Најбоља камера |
| Иго – Данте Ферети и Франческа Ло Скјаво - Уметник – Лоренс Бенет и Роберт Гулд - Хари Потер и реликвије Смрти: други део – Стјуарт Крејг и Стефани Макмилан - Поноћ у Паризу – Ен Сајбел и - Ратни коњ – Рик Картер и | Иго – Роберт Ричардсон - Уметник – - Мушкарци који мрзе жене – Џеф Кроненвет - Дрво живота – Емануел Лубецки - Ратни коњ – Јануш Камински |
| Најбоља шминка | Најбоља костимографија |
| Челична дама – and Џ. Р. Хиланд - Алберт Нобс – Маршал Корнвил, Лин Џонсон и Метју Мангл - Хари Потер и реликвије Смрти: други део – Ник Дадман, Аманда Најт и Лиза Томблин | Уметник – Марк Бриџиз - Анонимус – Лизи Кристл - Иго – Сенди Пауел - Џејн Ер – Мајкл О'Конор - В. Е. – Аријен Филипс |
| Најбоља монтажа | Најбољи визуелни ефекти |
| Мушкарци који мрзе жене – Ангус Вол и Кирк Бакстер - Уметник – и Мишел Азанависијус - Потомци – Кевин Тент - Иго – Телма Шунмејкер - Формула успеха – Кристофер Телефсен | Иго – Rob Legato, Joss Williams, Ben Grossmann and Alex Henning - Хари Потер и реликвије Смрти: други део – Tim Burke, David Vickery, Greg Butler and John Richardson - Real Steel – Erik Nash, John Rosengrant, Danny Gordon Taylor and Swen Gillberg - Планета мајмуна: Почетак – Joe Letteri, Dan Lemmon, R. Christopher White and Daniel Barrett - Transformers: Dark of the Moon – Scott Farrar, Scott Benza, Matthew E. Butler and John Frazier                                                                           |